# Unha
Unha és una entitat de població del municipi de Naut Aran, al terçó de Pujòlo de la comarca de la Vall d'Aran. Està constituït en entitat municipal descentralitzada. Està a 1.280 metres d'altitud, al peu del Pui d'Unha, a la vora de Salardú, capital del terme municipal. El 2019 tenia 129 habitants.
En destaca l'església romànica de Santa Eulàlia d'Unha, del segle xii, situada a l'extrem més alt del nucli. Es tracta d'un monument històric-artístic, amb pintures murals i un peculiar campanar del 1775. També hi trobem el Çò de Brastet, una antiga casa senyorial del 1580, amb trets renaixentistes.
Fou municipi independent fins a 1847 quan es va integrar a Salardú.
Celebra la festa major el 16 de setembre per Sant Sebastià i el dia de la patrona d'Unha, Santa Eulàlia de Mèrida, el 10 de desembre.

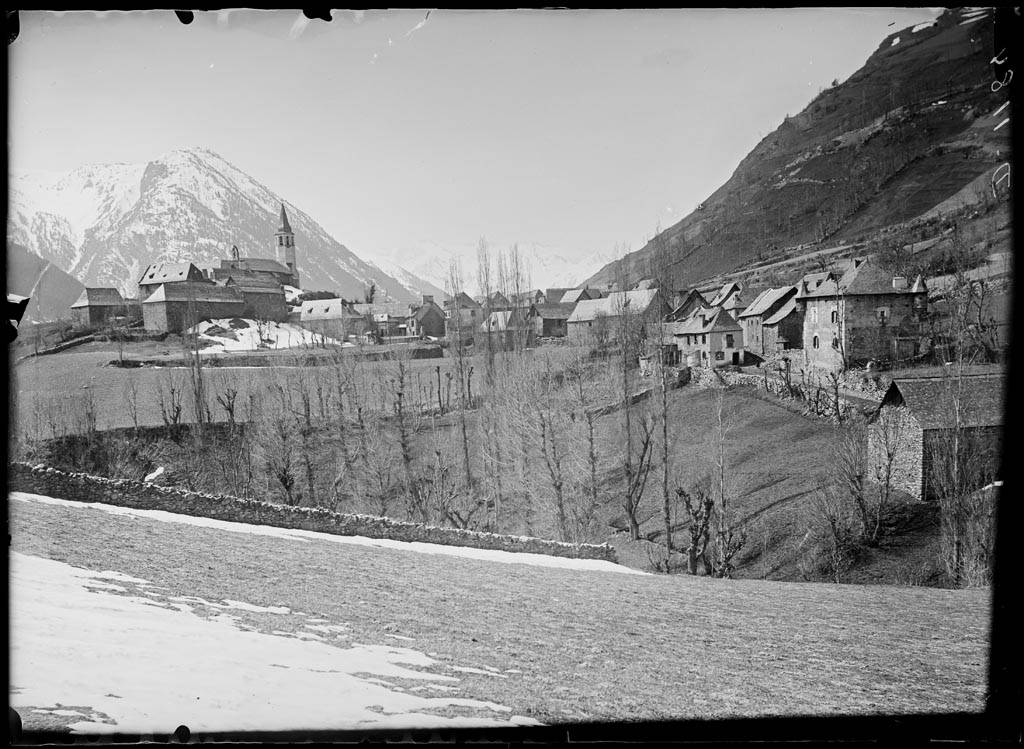
Unha, en una imatge de 1907 (Juli Soler)